# Centereach
Centereach es un lugar designado por el censo (en inglés, census-designated place, CDP) ubicado en el condado de Suffolk, estado de Nueva York, Estados Unidos. Según el censo de 2020, tiene una población de 30 980 habitantes.

## Geografía
Según la Oficina del Censo, la localidad tiene un área total de 23.10 km², correspondientes en su totalidad a tierra firme.

## Demografía
Según la Oficina del Censo, en 2000 los ingresos medios de los hogares de la localidad eran de $86 445 y los ingresos medios de las familias eran de $92 178. Los hombres tenían ingresos medios por $49 167 frente a los $32 007 que percibían las mujeres. Los ingresos per cápita para la localidad eran de $23 197. Alrededor del 5.6 % de la población estaba por debajo del umbral de pobreza.
De acuerdo con la estimación 2016-2020 de la Oficina del Censo, los ingresos medios de los hogares de la localidad son de $109 247 y los ingresos medios de las familias eran de $121 586. Los ingresos per cápita en los últimos doce meses, medidos en dólares de 2020, son de $40,152. Alrededor del 6.4 % de la población está por debajo del umbral de pobreza.